# Възходът на търговеца принц
Възходът на търговеца принц (на английски: Rise of a Merchant Prince) е вторият роман от фентъзи-поредицата „Войната на студенокръвните“, написана от Реймънд Фийст. Романът е издаден за пръв път на 19 октомври 1995.
 Внимание:  Текстът по-долу разкрива сюжета на произведението (или части от него)!
Малцина от заминалите за континента Новиндус се завръщат, но все пак Ерик и Ру се връщат в Островното кралство и така кралството научава за бъдещата инвазия. След завръщането си от Новиндус Ру (Рупърт Ейвъри) има свободата сам да избира съдба и той решава да се посвети на своята мечта да се превърне в един от най-богатите и могъщи търговци на Мидкемия. За да се издигне и да навлезе в средите на най-влиятелните търговци, Ру многократно се сблъсква със съперници, измамници и крадци.
Ерик от своя страна решава да остане в армията на Островното крълство, за да се издигне там и да помогне в предстоящия сблъсък.